# Добри Димов
Добри Димов е български футболист, футболен деятел, дългогодишен домакин на ЦСКА, където работи от 1985 година.
Добри Димов е роден в гр. Годеч, където семейството му е изведено от София, по време на бомбардировките над столицата през Втората световна война. След като завършва своето образование започва работа в шоколадовата фабрика „Малчика" в София. Участва с отбора на завода в работническото първенство по футбол и е участник в „А“ софийска група.
Скоро се мести на стадион „Септември“ в столичния квартал Красна поляна. През 1982 година е поканен да премине в ЦСКА, където трябва да замести друга футболна легенда – бай Боне. Работи с военния отбор на Чавдар, а през 1985 година става домакин на ЦСКА, където е прехвърлен след решение на легендите на отбора Серги Йоцов и Димитър Пенев. Оттогава е неизменно в ЦСКА, като само за кратко е освободен през 2015 година, но скоро след това се завръща.